# Natacamani
Natacamani (Natakamani) foi um rei cuxita que exerceu o seu domínio entre os anos 1 e 20 da nossa era. Natacamani é o monarca do que melhor se conserva informação do período Meroítico. Foi filho da rainha Amani-Xaquéto.
O nome de Natacamani aparece em muitos edifícios e numa das pirâmides de Meroé. Durante o seu reinado ocorreu a restauração do templo de Amom, o qual passou a render honra a Faras. Em muitos monumentos aparece registado junto ao nome da sua rainha corregente Amanitore. A relação entre os dois não é clara. Acha-se que ela pôde ter sido sua esposa ou sua mesma mãe, quem teria reinado enquanto Natacamani era jovem. No entanto, sabe-se que durante esta diarquia ambos tiveram quase os mesmos direitos, tal e como se evidência nas numerosas esculturas do templo. No templo de Apedemaque existe um relevo que o mostra com seu sucessor, o príncipe Arijanjarer.
Natacamani foi precedido por Amani-Xaquéto e sucedido pela rainha Amanitore.